# Genua
För andra betydelser, se Genua (olika betydelser).
Genua (italienska: Genova, latin: Genua eller Ianua, liguriska: Zêna, franska: Gênes) är en hamnstad och kommun vid medelhavskusten i nordvästra Italien. Genua är Italiens sjätte största stad, huvudstad i regionen Ligurien och huvudort i  storstadsregionen Genua, innan 2015 provinsen Genova. Det är ett ärkebiskopssäte med katedralen San Lorenzo.
Under senmedeltiden och renässansen var stadsstaten Genua en av de främsta handelsstaterna i Europa med kolonier och handelsstationer över stora delar av Medelhavet. Dess främsta konkurrent var Republiken Venedig. Strada nuova (Via Garibaldi), i gamla staden, blev 2006 upptagen på Unescos världsarvslista.
Från Genua kommer bland andra påvarna Innocentius IV, Hadrianus V och Benedictus XV samt Christofer Columbus, Niccolò Paganini, och Giuseppe Mazzini.

## Stadsbild
Genua ligger vid den innersta viken av Genuabukten, på de branta sidorna av Apenninerna, 160-200 meter över havet.
Sedd från havet erbjuder staden med sin livliga hamn, sina amfiteatraliskt belägna marmorpalats, de bakomliggande grönskande höjderna, smyckade med villor, en anblick som förskaffat den epitetet la superla ("den ståtliga"). Till följd av det trånga utrymmet och det sluttande läget är gatorna trånga, krokiga och branta. Här och där är de förenade med varandra genom marmortrappor eller, över ravinerna, genom broar, av vilka må nämnas den 110 meter långa och 34 meter höga Ponte Carignano.

### Befästningsverk
Genua är på landsidan omgiven av dubbla befästningar, av vilka den 15 km långa yttre enceinten, 48 bastionerade fronter, ligger på de omgivande bergkammarna, där även flera detacherade verk, forten Sperone, Begato, Crocetta, Belvedere, Castellacio, Clappe, Puin, Fratello Minore, Fratello Maggiore och Diamante, anlagts. På vänstra Bisagnostranden ligger forten Monteratti, Quezzi, Richelieu, Santa Tecla och San Martino samt vid kusten San Giuliano, och därtill sexton kustbatterier ligger mellan sistnämnda fort och fornigliano. Under slutet av 1800-talet förstärktes västra fronten med två nya verk, fort Monte Guano och batteriet Monte Croce, och även kustbatteriernas antal ökades på samma gång som deras bestyckning moderniserades, varför Genua anses äga en av de starkaste fästningarna i norra Italien.

### Hamnen
Vid hamnen finns fyren La Lanterna, som är världens äldsta fungerande fyr, samt en av de fem största. "La Lanterna" är stadens symbol.
Hamnen, som utvidgades 1877 till stor kostnad (över 65 miljoner lire, inräknat hertigens av Galliera 20 miljoner), är en av de största och bäst anordnade vid Medelhavet; den består av en förhamn, (avamporto), den nya hamnen 
(nuovo porto) och inre hamnen (porto); den sistnämnda omfattar den forna krigshamnen (Darsena) i norr och frihamnen i sydöst.

### Huvudgator
Via Balbi, med sin fortsättning Via Cairoli, Via Garibaldi, Via Carlo Felice och Via San Lorenzo bildar Genuas corso. Andra nyare gator är Via Roma, som går utefter Galleria Mazzini, samt dess fortsättning den breda Via Assarotti, vidare Via Venti Settembre, som leder till den sydöstra stadsdelen, Via Carlo Alberto vid hamnen, samt Corso di circonvallazione a Monte, vilken är anlagd på den inre befästningsvallen i nordöst och erbjuder en vacker utsikt.
De öppna platserna är många men små: Acquaverde, med det 1862 resta Columbusmonumentet i vit marmor, Piazza corvetto med Viktor Emanuels ryttarstaty (1886), Piazza dei Bianchi (med börsen), Piazza nuova, där veckomarknaderna hålls, samt Piazza Deferrari, med ryttarstaty av
Garibaldi (1893) m.fl. Andra anläggningar är den högt belägna parken Acquasola, naturhistoriskt museum och en minnesstod av Mazzini (rest 1882).

### Kyrkor
Staden har omkring 80 kyrkor, vilka nästan alla är rikt dekorerade. De förnämsta är Cattedrale di San Lorenzo (invigd 1118, flera gånger ombyggd i olika stilar), med målningar och plastiska konstverk, S. Anminziata (1587), S. Maria di Carignano (byggd av Alessi efter Bramantes plan för Peterskyrkan i Rom, 1552- 1603), S. Matteo, i gotisk stil (1278) med Andrea Dorias grav samt jesuitkyrkan S. Ambrogio (1589, med målningar av Rubens och Guido Reni).
Tre kilometer nordöst om staden ligger Genuas Campo santo, en storartad 
anläggning på bergsluttningarna, vilken anses för Italiens vackraste begravningsplats.

### Palats
De mest berömda palatsen är Palazzo Ducale, dogernas forna residens, Brignole Sale, vanligen kallad Palazzo rosso efter dess röda färg, samt bibliotek och tavelsamling som skänktes 1874 till staden av hertiginnan av Galliera, som också testamenterade det snett emot liggande P. Bianco till staden, vilket sedan 1893 är ett museum, kallat Galleria Brignole 
Salc-Deferrari, P. reale (som från 1815 tillhörde kungahuset), P. Doria (skänkt 1522 åt dogen Andrea Doria), P. Balbi-Senarega, P. Marcello Durazzo(tidigare della Scala) (de tre sistnämnda med vackra tavelsamlingar), P. Spinola (1560), P. Pallavicini m.fl.
Nästan hela stranden av bukten, från Ventimiglia till Spezia, har 
småningom antagit utseendet av en enda stad, där folkrika kvarter växlar med grupper av villor och trädgårdar. Strax väster om Genua ligger förstaden 
Sampierdarena (S. Pier d’Arena).

### Universitet
Bland lärosäten märks universitetet som är ett av Italiens största.

### Idrott
I Genua finns fotbollslagen UC Sampdoria och Genoa CFC. Båda klubbarna har Stadio Luigi Ferraris som hemmaarena.

## Bildgalleri

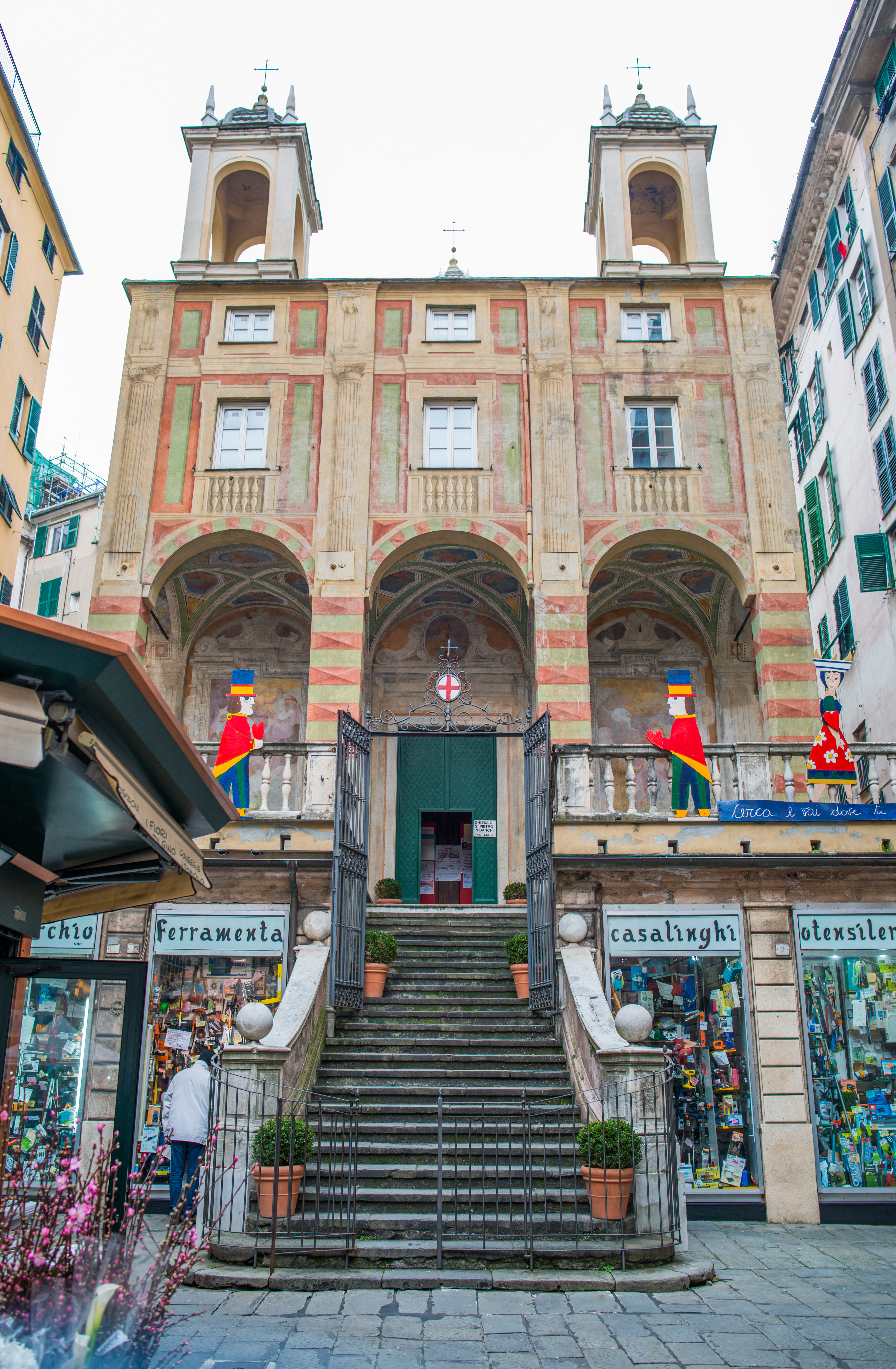
Genua, februari 2013
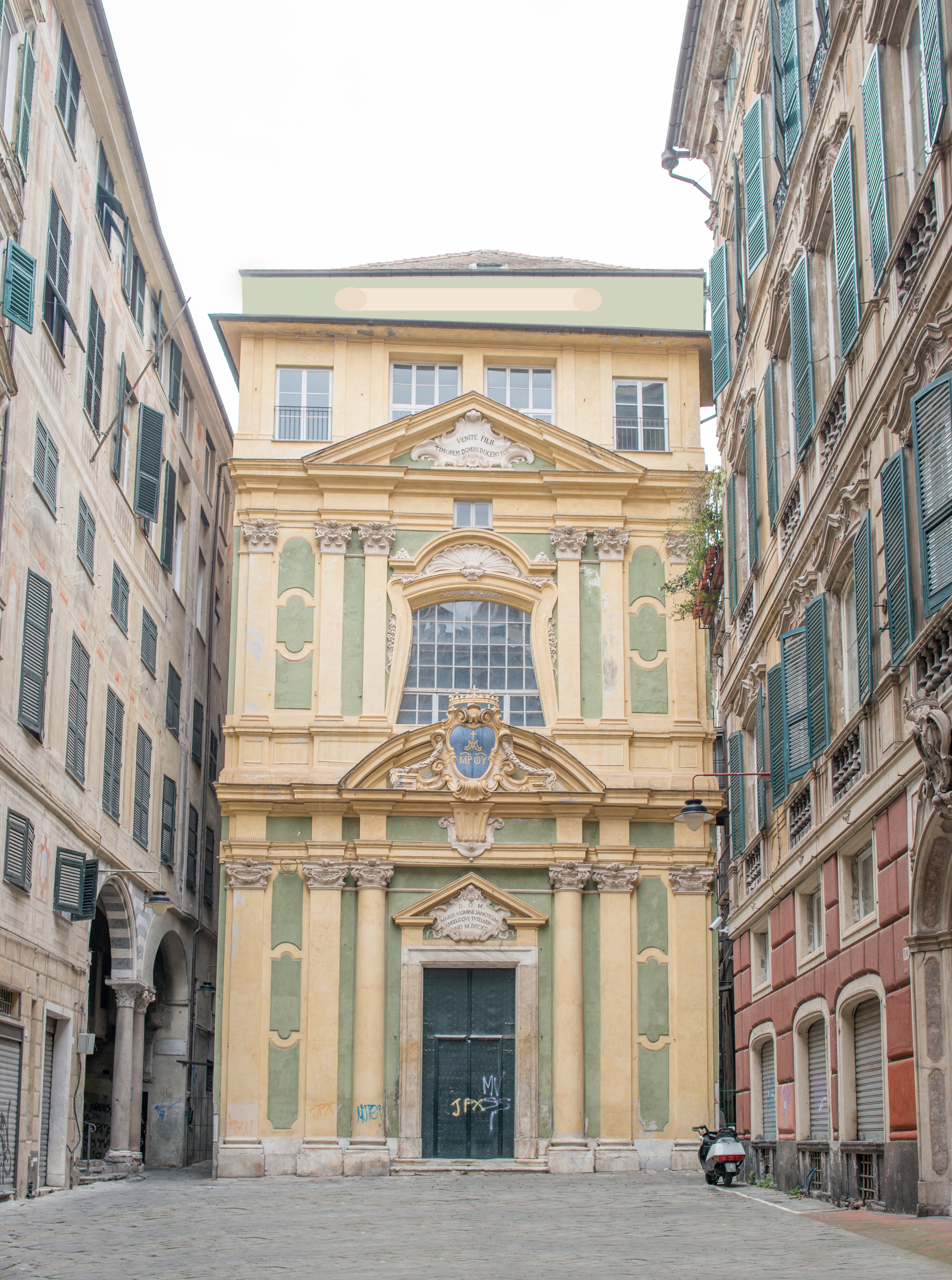
Kyrkan Santissimo Nome di Maria e degli Angeli Custodi ("Scuole Pie")
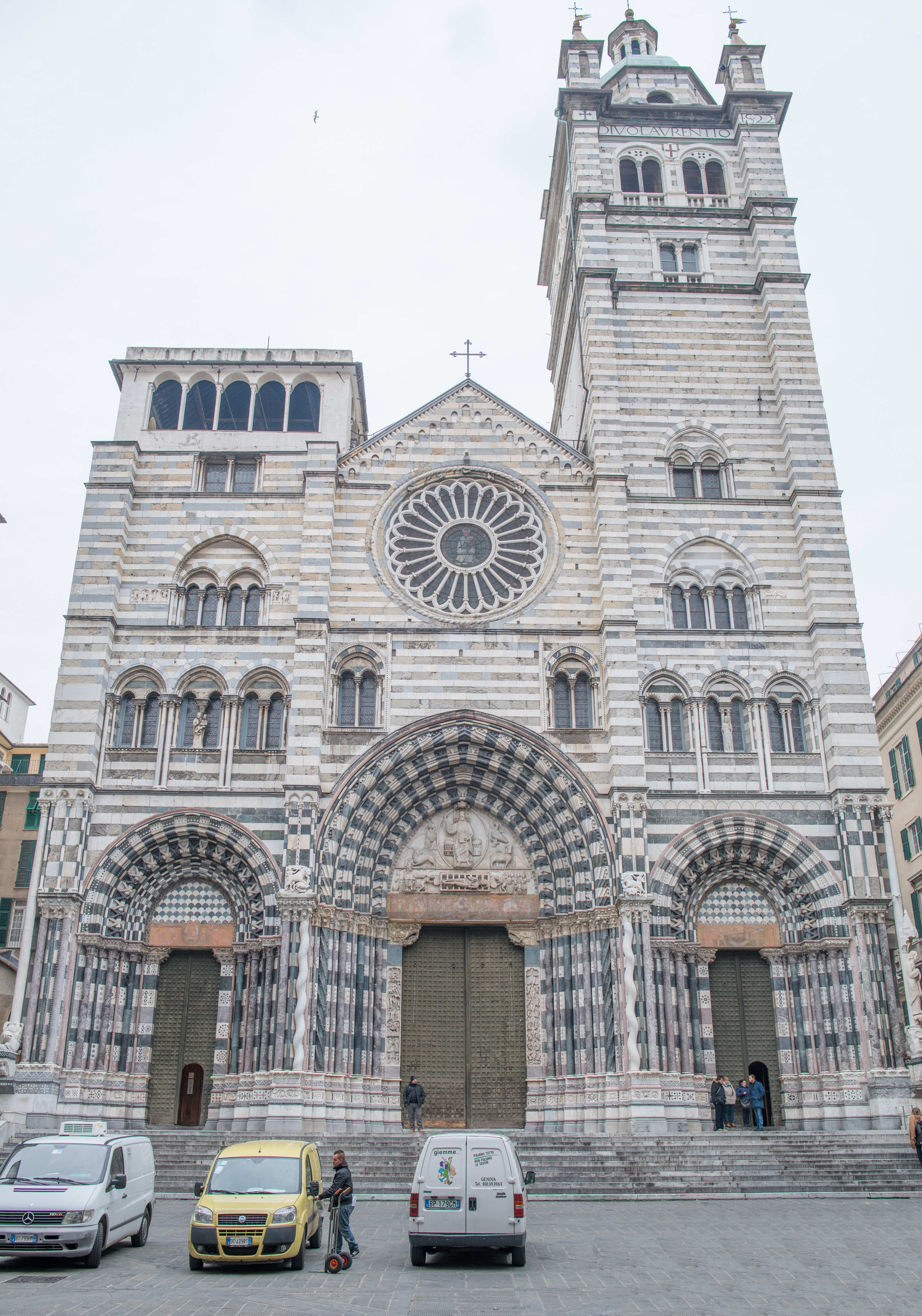
San Lorenzokatedralen
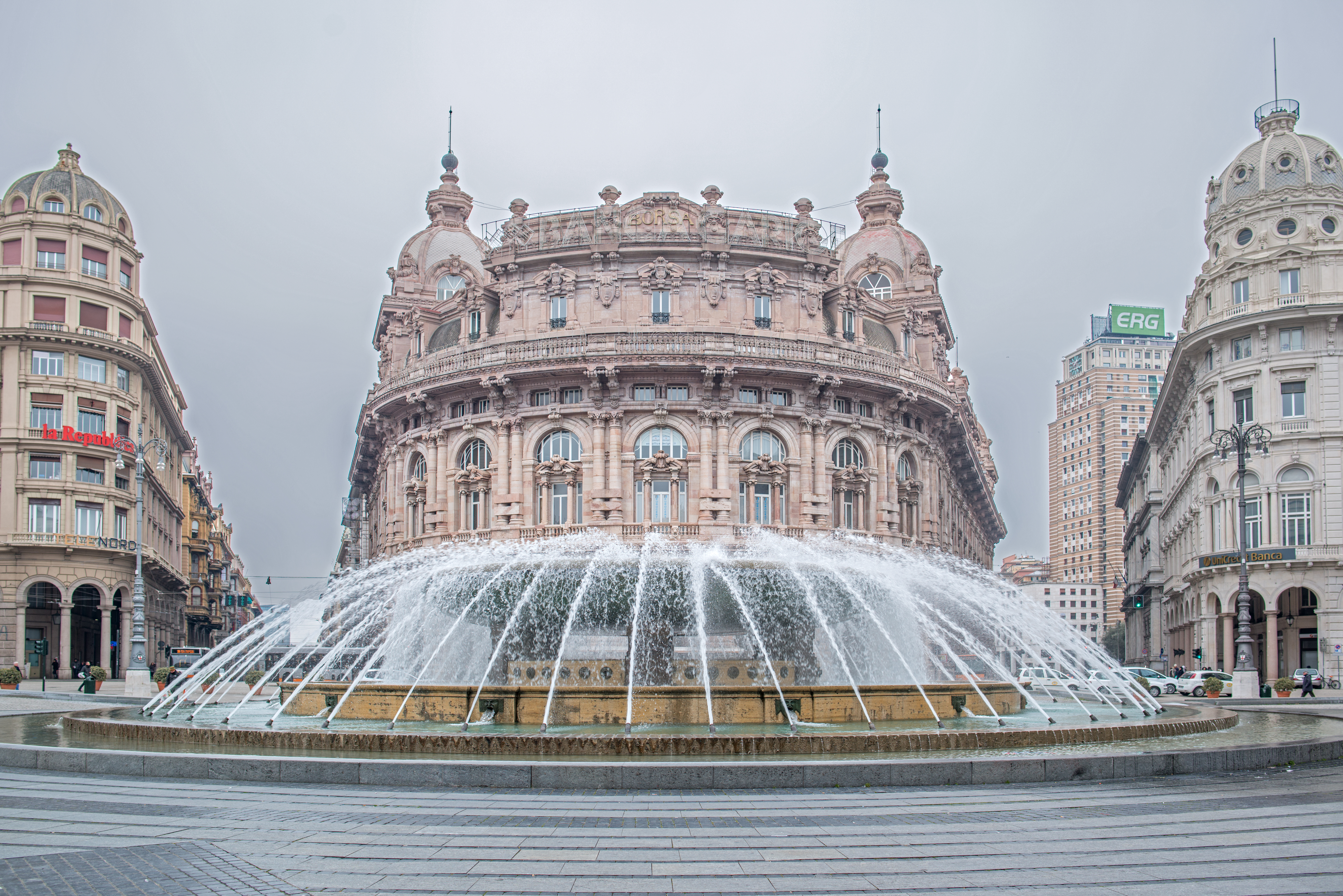
Fontän på Ferraritorget (Piazza Ferrari) med den f.d. aktiebörsen i bakgrunden.
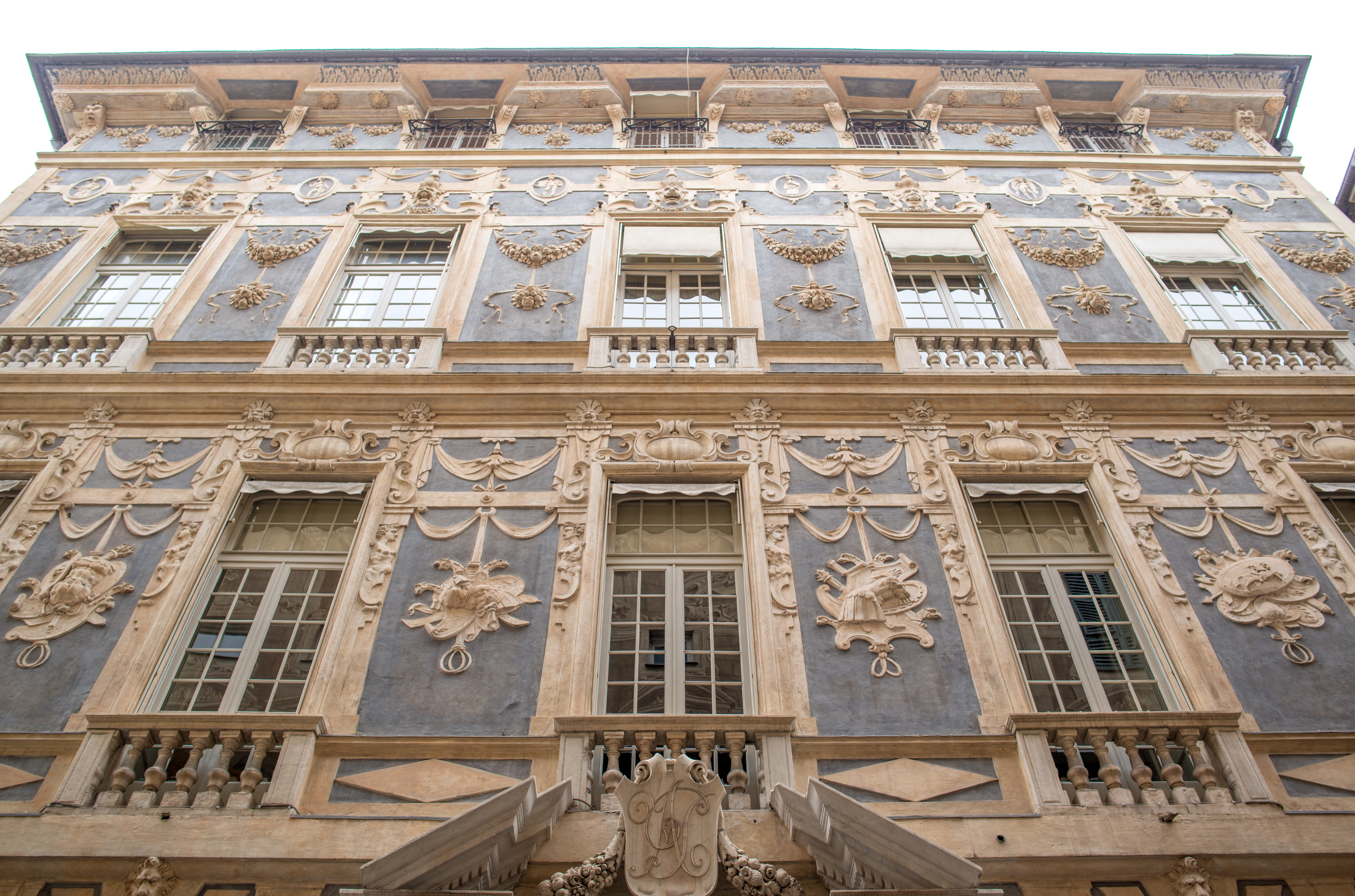
Nicolosio Lomellinipalatset
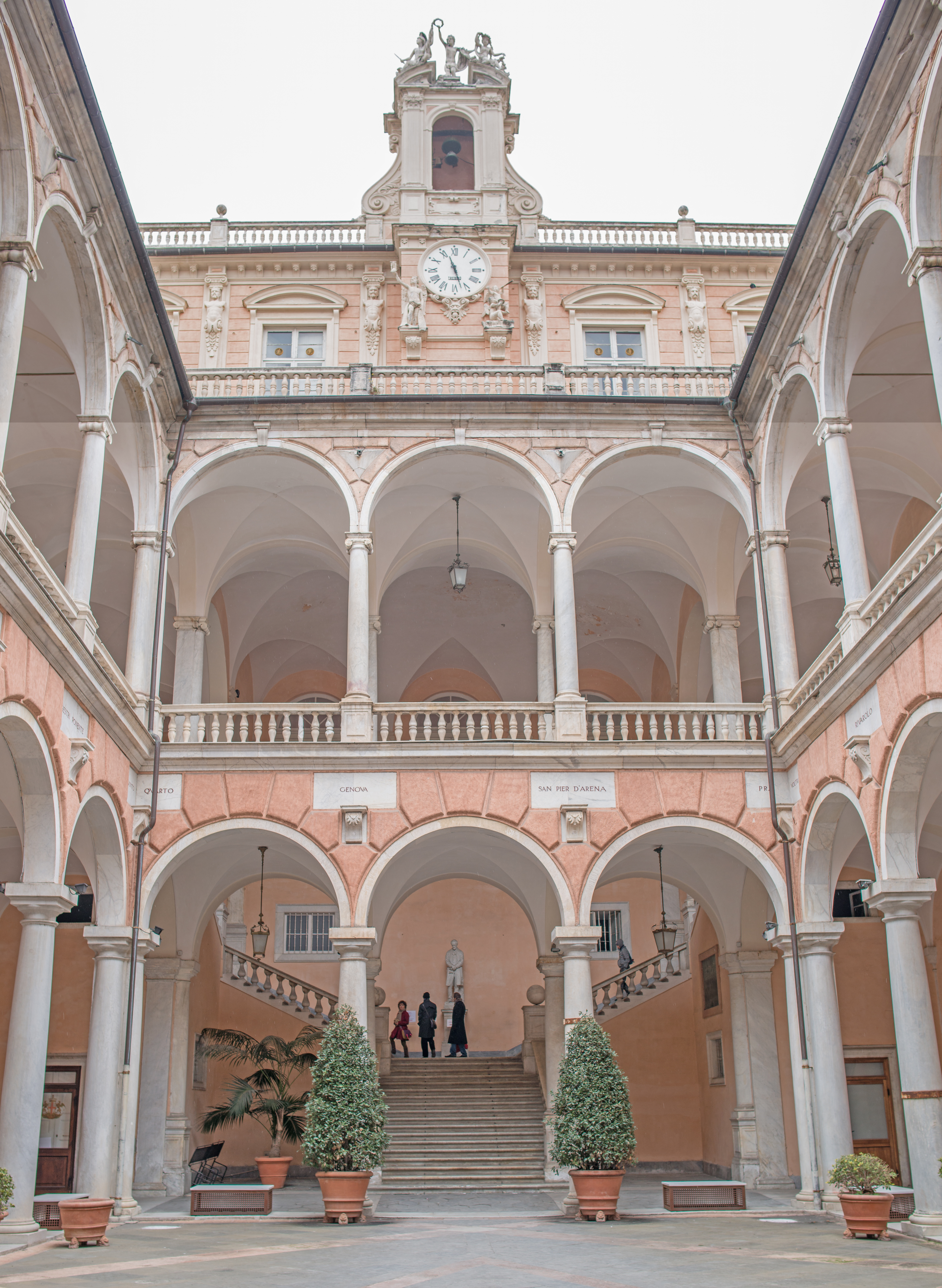
Doria-Tursipalatset
- Genua (Video 2010)
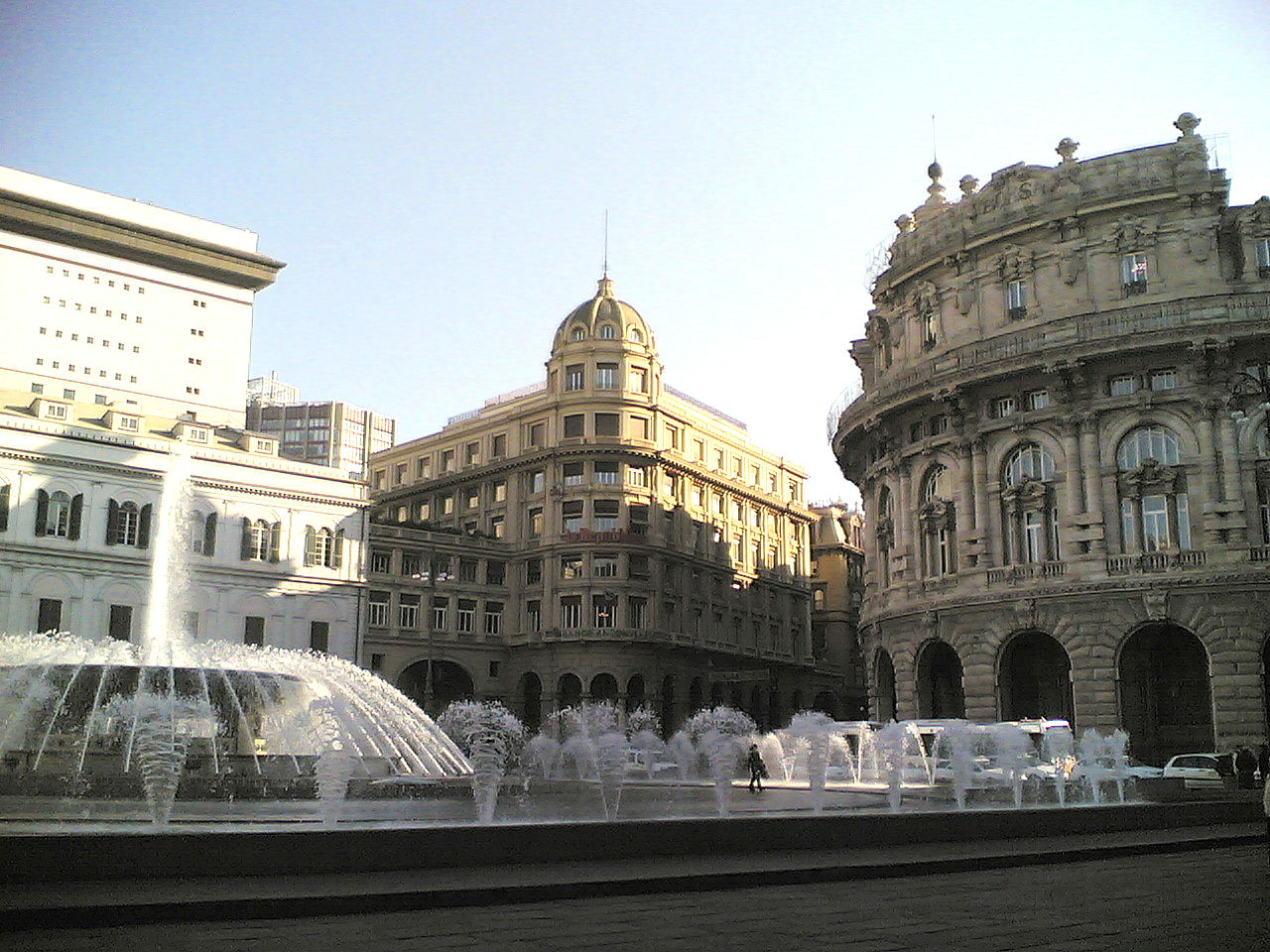
Piazza De Ferrari med fontänen agorà
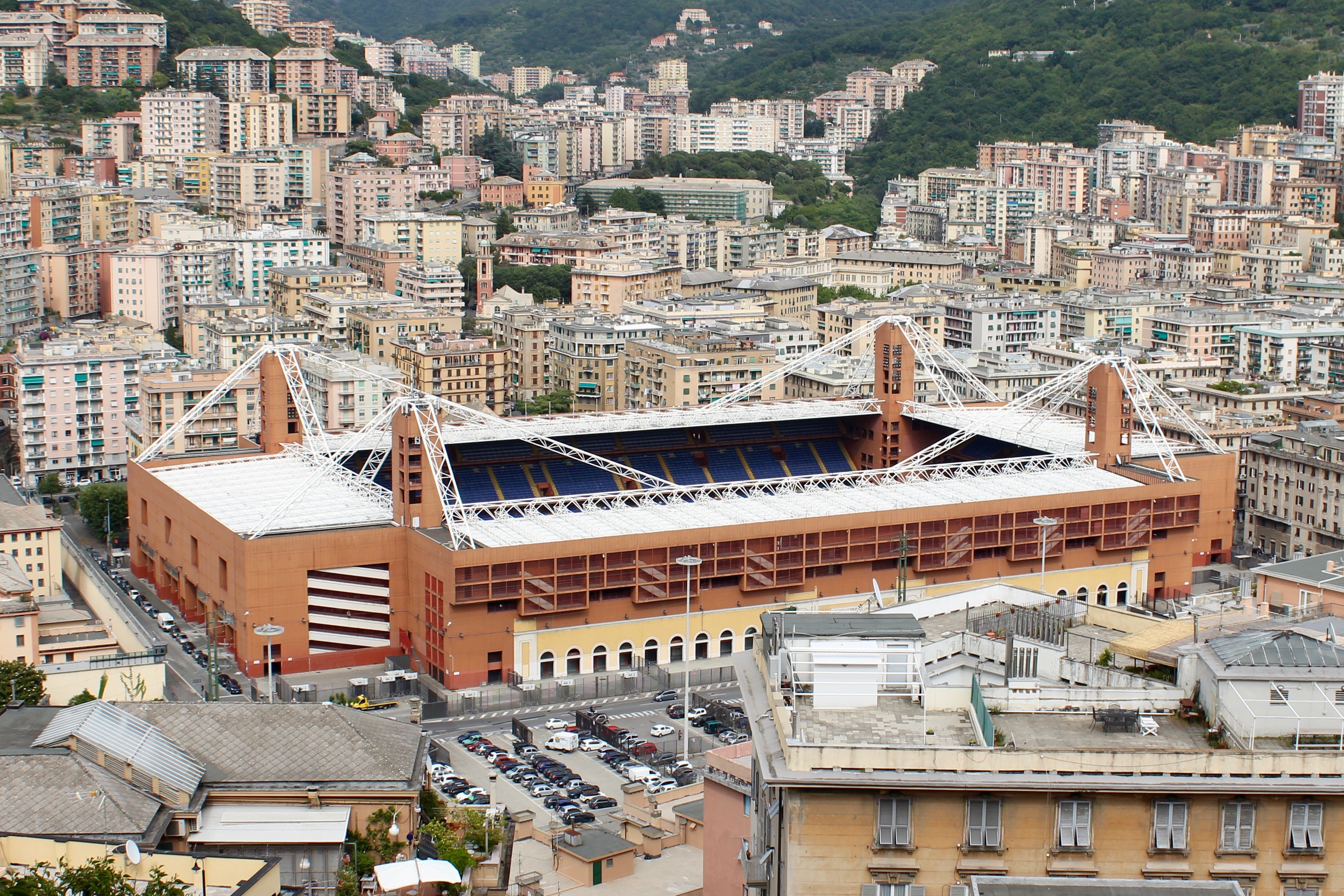
Stadio Luigi Ferraris

## Historia
Genua var redan under de äldsta tiderna den förnämsta staden i Ligurien, och nämns redan under andra puniska kriget (218-201 f.Kr.), då det införlivades med romerska provinsen Gallia cisalpina. Efter Västromerska rikets undergång (476) bytte det flera gånger om herrar, plundrades 539 av burgunder, erövrades 570 och ödelades 640 av langobarderna samt övergick 774 i frankernas våld.
Under 800-talets slut, då det frankiska riket föll sönder, gjorde Genua sig oavhängigt och bildade en republik som styrdes av konsuler. Se även Republiken Genua. Genom sitt gynnsamma läge lyckades staden snart förvärva vidsträckt handel, vilken under och till följd av korstågen nådde sin högsta blomstring. Till belöning för det bistånd Genua hade lämnat bysantinerna vid det latinska kejsardömets störtande och Konstantinopels återerövring (1261) erhöll det nämligen förstäderna Pera och Galata samt handelsfrihet i Svarta havet. Vid samma tid blev det ensamt härskande på västra Medelhavet, 
sedan det efter 200-åriga strider (1070-1299) krossat Pisas makt och kommit i besittning av Korsika och Sardinien. Redan 1326 förlorades dock Sardinien till Aragonien. En enda handelsrepublik, Venedig, kunde nu mäta sig med Genua. Mellan de båda rivalerna utbröt under slutet av 1200-talet krig, som med korta avbrott varade i 100 år och som till en början utföll 
lyckligt för Genua, som 1379 erövrade Venedigs hamn Chioggia. Men 1380 återtog venetianarna hamnen och tvingade Genua till freden i Turin 1381, vilken bekräftade Venedigs övertag i handelsrivaliteten.
Efter detta krig återfick Genua aldrig sitt forna välstånd. Konstantinopels 
erövring av turkarna (1453) samt upptäckten av de nya handelsvägarna till Ostindien i slutet av 1400-talet gjorde slut på stadens stora makt.
I Genuas inre rasade ständiga partistrider dels emellan aristokraterna och borgarna, dels emellan de båda aristokratiska fraktionerna guelfer och ghibelliner. 1339 lyckades borgarna genomdriva tillsättandet av en på livstid vald doge, vid vilkens sida ställdes ett råd av sex adelsmän och sex av folket. Inbördesstriderna pågick dock alltjämt och tvingade genueserna att gång på gång ställa sig under främmande övervälde: 1396-1409 lydde de under fransmännen, 1421- 36 under hertigen av Milano, 1458-61 under fransmännen, 1464-99 under hertigen av Milano, 1499-1522 under fransmännen, 1523-27 under kejsar Karl V och 1527-28 ännu en gång under fransmännen. Mitt under dessa oroligheter stiftades 1407 den berömda Georgsbanken (Compera di S. Giorgio), vilken skulle förvalta de statsinkomster som blivit anvisade till betalning av räntorna på statsskulden.
1528 återställde Andrea Doria sin fädernestads oberoende och införde en ny, aristokratisk författning, vilken med få ändringar bestod till 1797, då den förändrades av Napoleon Bonaparte, som gav staten namnet Liguriska republiken. 1768 sålde genueserna sina rättigheter över Korsika till Frankrike, sedan de förgäves sökt upprätthålla sin myndighet mot upprepade uppror på ön. 1805 blev Liguriska republiken införlivad med Frankrike och delad i 3 departement. 1814 besatte engelsmännen staden, och författningen som gällt före 1797 återställdes. På grund av Wienkongressens beslut (1815) blev Genua under titeln hertigdöme införlivat med Kungariket Sardinien. Ett upprorsförsök i april 1849 misslyckades; två dagar efter det republiken Genua utropats, tvingade general Lamarmora staden att ge sig (4 april), varefter kungen av Sardinien utfärdade allmän amnesti.